# Al-Ansar Club 1987-1988
Questa voce raccoglie le informazioni riguardanti l'Al-Ansar nelle competizioni ufficiali della stagione 1987-1988.

## Stagione
Nella prima stagione calcistica del massimo campionato libanese disputata dopo tredici anni, l'Al-Ansar vinse il suo primo titolo nazionale dominando la classifica, ottenendo l'accesso al Campionato d'Asia per club. Nella stessa stagione la squadra ebbe modo di imporsi anche in coppa nazionale sconfiggendo in finale lo Shabab Al-Sahel, grazie a un gol di Jamal Taha.

## Rosa
| N. |                   | Ruolo | Calciatore      |
| -- | ----------------- | ----- | --------------- |
|    | Libano (bandiera) | P     | Omar Adelbi     |
|    | Libano (bandiera) | D     | Mohammed Adelbi |
|    | Libano (bandiera) | D     | Nazih Nahle     |
|    | Libano (bandiera) | C     | Jamal Taha      |

| N. |                   | Ruolo | Calciatore        |
| -- | ----------------- | ----- | ----------------- |
|    | Libano (bandiera) | C     | Salim Hamza       |
|    | Libano (bandiera) | A     | Abulfattah Shehab |
|    | Libano (bandiera) | A     | Fouad Saad        |
|    | Libano (bandiera) | A     | Fahdi Aloush      |

## Risultati

### Premier League
|  | Al-Ansar | 2 – 1 | Salam Zgharta |  |

|  | Al-Ansar | 5 – 0 | Al-Shabiba Mazraa |  |

|  | Al-Ansar | 0 – 0 | Safa Beirut |  |

|  | Al-Ansar | 3 – 0 | Shabab Al-Sahel |  |

|  | Al-Ansar | 1 – 0 | Al-Riyada Wal Adab |  |

|  | Al-Ansar | 6 – 1 | Shabab Al-Sahel |  |

|  | Al-Ansar | 1 – 1 | Salam Zgharta |  |

|  | Al-Ansar | 2 – 1 | Al-Riyada Wal Adab |  |

|  | Al-Ansar | 7 – 0 | Al-Shabiba Mazraa |  |

|  | Al-Ansar | 2 – 0 (tav) | Safa Beirut |  |

Risultato assegnato a tavolino in seguito al ritiro del Safa Beirut dal campionato.

### Coppa del Libano
|  | Al-Ansar | 7 – 0 | Shalat Sur |  |

|  | Al-Ansar | 5 – 1 | Al-Salam |  |

|  | Al-Ansar | 4 – 0 | Al-Riyada Wal Adab |  |

|                                        | Al-Ansar  | 1 – 0 | Shabab Al-Sahel |  |
| \| \| \| \| \| Taha \| Marcatori \| \| |           |       |                 |  |
|                                        |           |       |                 |  |
| Taha                                   | Marcatori |       |                 |  |

## Statistiche

### Statistiche di squadra
| Competizione            | Punti | Totale | Totale | Totale | Totale | Totale | Totale | DR  |
| Competizione            | Punti | G      | V      | N      | P      | Gf     | Gs     | DR  |
| ----------------------- | ----- | ------ | ------ | ------ | ------ | ------ | ------ | --- |
| Lebanese Premier League | 18    | 10     | 8      | 2      | 0      | 29     | 4      | +25 |
| Coppa del Libano        | -     | 4      | 4      | 0      | 0      | 17     | 1      | +16 |
| Totale                  | -     | 14     | 12     | 2      | 0      | 45     | 5      | +40 |